# Ayapamba

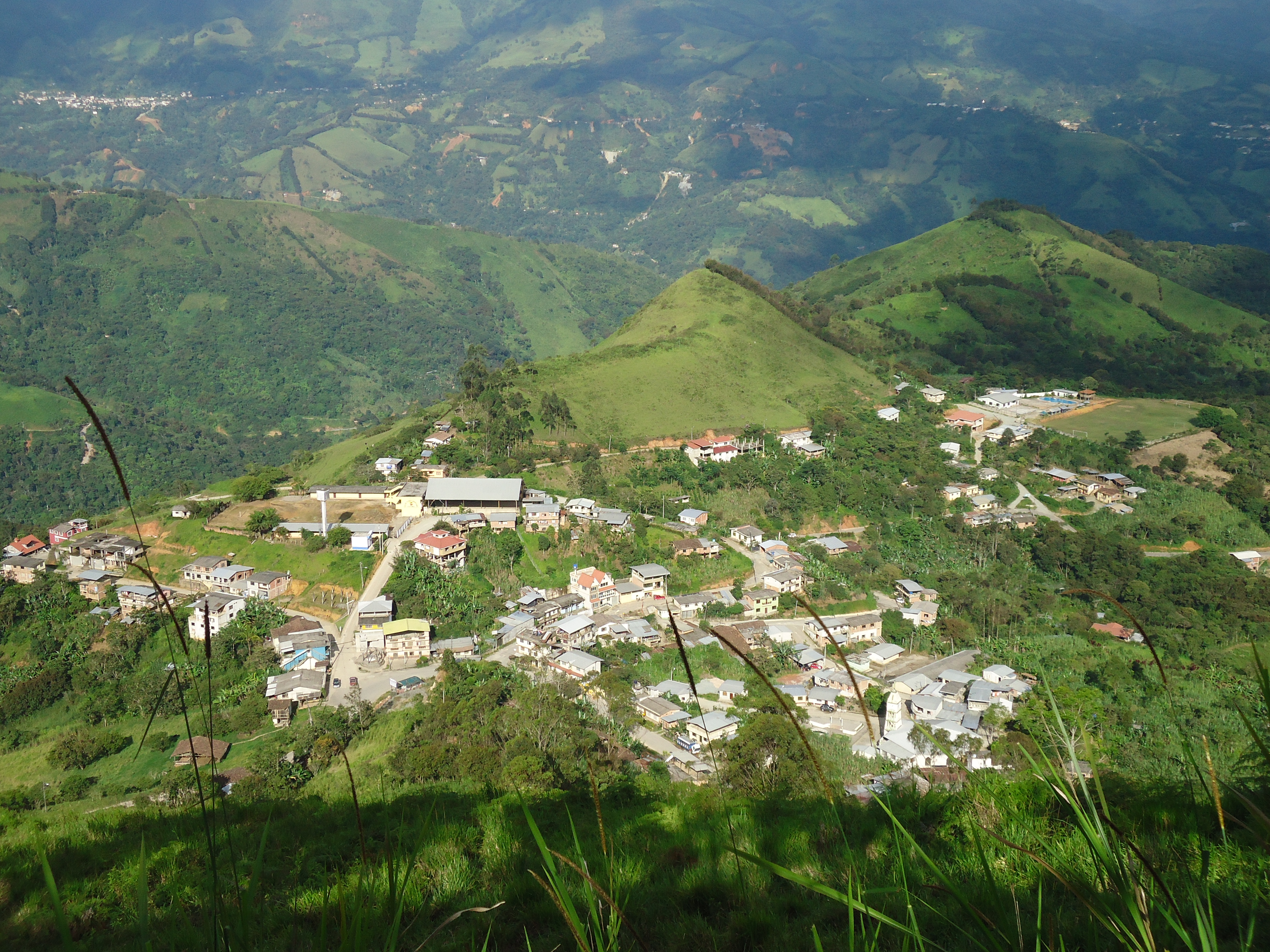
Apartadero

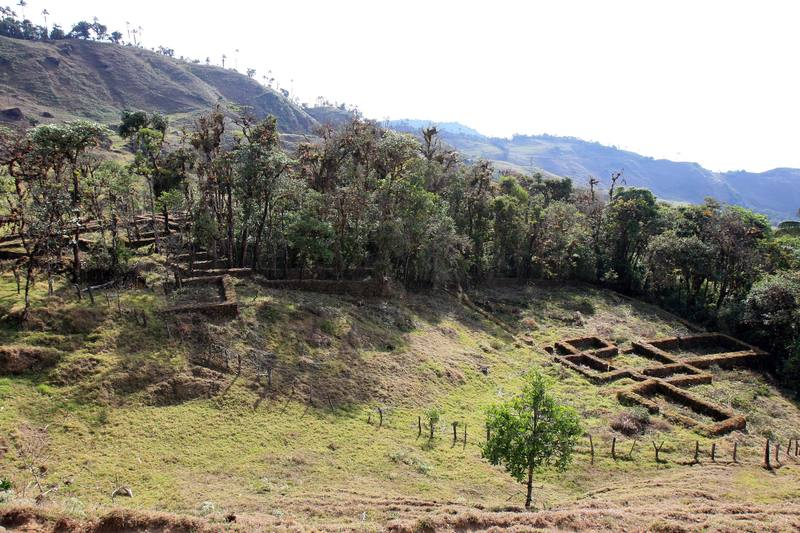
Archäologischer Fundplatz Yacuviña

Ayapamba ist eine Ortschaft und eine Parroquia rural („ländliches Kirchspiel“) im Kanton Atahualpa der ecuadorianischen Provinz El Oro. Die Parroquia besitzt eine Fläche von 102,55 km². Die Einwohnerzahl lag im Jahr 2010 bei 1387.

## Lage
Die Parroquia Ayapamba liegt am Westrand der Cordillera Occidental im Südwesten von Ecuador. Das Verwaltungsgebiet liegt in Höhen zwischen 360 m und 2510 m. Der 1450 m hoch gelegene Hauptort befindet sich knapp 3 km südwestlich vom Kantonshauptort Paccha.
Die Parroquia Ayapamba grenzt im Nordosten an den Kanton Chilla, im Osten an die Parroquia urbana Paccha sowie an die Parroquias Milagro und San José, im Süden an den Kanton Piñas mit dem Municipio von Piñas und den Parroquias Moromoro und Saracay, im Westen an die Parroquia Torata (Kanton Santa Rosa) sowie im Nordwesten an die Parroquia San Juan de Cerro Azul.

## Orte und Siedlungen
In der Parroquia Ayapamba gibt es neben dem Hauptort folgende Barrios: Apartadero, Buza, Naranjos, Piedra Hendida und Tarapal.

## Geschichte
Die Parroquia Ayapamba wurde am 6. August 1875 gegründet.

## Tourismus
Im Norden der Parroquia befindet sich der archäologische Fundplatz Yacuviña.